# 애리조나 다이아몬드백스

애리조나 다이아몬드백스(영어: Arizona Diamondbacks)는 미국 애리조나주 피닉스를 연고지로 하는 프로 야구 팀이다. 메이저 리그 내셔널 리그 서부 지구 소속이다. 이 팀은 1998년에 창단되었다.
현재 구단주로는 한때 김병현 선수의 에이전트로 유명했던 제프 무라드와 켄 켄드릭, 감독으로는 밥 멜빈, 단장으로는 조쉬 번즈가 있다.
메이저 리그의 확장정책으로 인해 1998년 창단된 다이아몬드백스는 3년뒤인 2001년 원투 펀치인 랜디 존슨, 커트 실링과 루이스 곤살레스의 맹활약에 힘입어 그해 강력한 우승후보였던 뉴욕 양키스를 월드 시리즈 7차전까지 가는 접전 끝에 9회말 양키스의 마무리 마리아노 리베라를 상대로 끝내기 안타를 터트리며 팀 역사상 첫 우승을 차지하였다. 이 우승은 창단 4년 만에 우승한 기록이며, 월드시리즈 역사상 짧은 시간에 우승을 한 팀이다.
당시 감독이었던 밥 브렌리는 지금 시카고 컵스의 중계석을 맡고 있다.

## 영구 결번
- #20 루이스 곤살레스
- #51 랜디 존슨
- #42 재키 로빈슨

## 유명 선수
- 김병현
- 커트 실링
- 루이스 곤살레스
- 랜디 존슨
- 폴 골드슈미트
- 패트릭 코빈
- 더스틴 니퍼트
- 앤디 마르테
- 펠릭스 호세
- 카림 가르시아
- 잭 그레인키
- A.J. 폴락

## 역대 한국인 선수
(다이아몬드백스 시절 등번호, 포지션, 다이아몬드백스에서 소속이던 시즌)
- 김병현 - 49번, 투수, 1999년~2003년